# Teoria wyjścia z Afryki

Rozprzestrzenianie się człowieka po Ziemi według teorii wyjścia z Afryki

Teoria wyjścia z Afryki – w paleoantropologii jedna z dwóch teorii wyjaśniających pochodzenie człowieka współczesnego. Zgodnie z nią gatunek Homo sapiens powstał około 200 tys. lat temu w Afryce z miejscowych populacji wcześniejszych hominidów, podczas gdy wszystkie linie rozwojowe innych gatunków hominidów, które opuściły Afrykę i zasiedliły Azję lub Europę wymarły. Obecnie jest powszechnie uznawana za najbardziej potwierdzoną danymi paleontologicznymi i genetycznymi. Drugą, konkurencyjną koncepcją jest hipoteza multiregionalna.
7 czerwca 2017 na łamach Nature ogłoszono odkrycie datowanych na 315 tys. lat szczątków Homo sapiens w Dżabal Ighud w południowym Maroku; okazało się więc, że człowiek rozumny istniał już 100 tys. lat wcześniej, niż dotychczas sądzono. Jak podkreślają naukowcy, nie oznacza to, że człowiek rozumny wywodzi się z północnej Afryki, a jedynie, że jego przedstawiciele ewoluowali na całym kontynencie.